# Mabrouké
Mabrouké ou Mabrouka (en arabe : مبروكة) est un village du gouvernorat de Hassaké, en Syrie. 

## Géographie
Mabrouké se trouve à 11 km au sud de la frontière avec la Turquie, à 73 km à l'est de Tell Abyad, à 90 km à l'ouest-nord-ouest de Hassaké, à 104 km au nord-est de Raqqa et à 473 km au nord-est de Damas.

## Population
D'après le Bureau central des statistiques de Syrie, Mabrouké comptait 6 325 habitants au recensement de 2004. Les habitants du village sont majoritairement des Arabes.

## Histoire
Pendant la guerre civile syrienne, Mabrouké a été dominé par l'État islamique, qui en a été chassé le 28 mai 2015 par les Unités de protection du peuple (YPG) kurdes pendant l'offensive de Tell Abyad.